# Frade e a Freira
Frade e a Freira é uma formação granítica natural brasileira. Com 683 metros de altitude, está situado entre os limites dos municípios de Itapemirim com Vargem Alta, próximo à BR-101.
A formação representa duas rochas que formam as figuras de um frade e uma freira. Por muito tempo surgiu a discussão sobre em qual(is) município(s) a rocha estava inserida, porém o IDAF comprovou que a formação granítica pertence aos municípios de Vargem Alta e Itapemirim, onde a Freira se situa integralmente no município de Vargem Alta acompanhado da parte frontal do Frade, e o restante do mesmo inserido em Itapemirim. Antes da emancipação do município de Vargem Alta, Cachoeiro de Itapemirim detia a maior parte do maciço rochoso, por isso é comum a prefeitura utilizar a imagem do monumento. Além disso, a sede do município de Rio Novo do Sul ganha um grande destaque com o Frade e a Freira, mesmo não estando inserido no município.

## Importância
O local é considerado um cartão postal do Espírito Santo e atrai muitas pessoas que procuram a região para a contemplação da natureza e a prática de escalada esportiva.
No ano de 1986  o Conselho Estadual de Cultura aprovou o tombamento definitivo, sendo declarado como monumento natural por meio da resolução 07/86.

## Acesso
O monumento natural pode ser visto por todos que passam pela BR 101 Sul, principalmente no trecho entre Rio Novo do Sul e Itapemirim. Apesar de toda sua imponência, o acesso a pedra é fácil, podendo ser feito inicialmente de carro e com uma curta caminhada, de aproximadamente 5 minutos, já se alcança a parte conhecida como as " costas do Frade". Neste trecho já é possível aproveitar uma bela vista da mata entorno do monumento e o mar. Entretanto, o acesso ao topo da pedra do Frade é indicado somente por escaladores experientes, além disso, é importante destacar que a pedra da Freira fica separada e seu acesso é ainda mais restrito.

## Lendas
O nome foi dado devido ao formato rochoso que remete a um frade e uma freira de frente um para o outro que inspirou uma famosa lenda que trata de um amor proibido entre duas pessoas religiosas, perdoado por Deus e eternizado na rocha.  Sendo assim, foram mantidos na eternidade, lado a lado, frente a frente, do tamanho correspondente a grandiosidade do seu amor. A lenda e a beleza desta rocha serviram de inspiração para Benjamin Silva, poeta cachoeirense, que narrou este monumento no soneto chamado "O Frade e a Freira".  Segue um trecho que cita a lenda e o amor entre as figuras religiosas - " Diz a lenda — uma lenda que espalharam — Que aqui, dentre os antigos habitantes, houve um frade e uma freira que se amaram...Mas Deus os perdoou lá do infinito,  e eternizou o amor dos dois amantes nessas duas montanhas de granito.